# Cappella Cantone
Cappella Cantone – miejscowość i gmina we Włoszech, w regionie Lombardia, w prowincji Cremona.
Według danych na rok 2004 gminę zamieszkiwały 534 osoby, 41,1 os./km².